# Злочин і кара (жартівливий балет, ТЮГ, 1978)
"Злочин і кара" (жартівливий балет, ТЮГ, 1978) — пародійний балет за мотивами роману Ф. Достоєвського з тою же назвою, створений у ленінградському ТЮГі.

## Роман і його інтерпретації
Роман письменника вийшов окремим виданням 1866 року  . Знавці літератури вважають твір досить петербурзьким, настільки багато в ньому петербурзьких реалій і опису життя бідних верст населення доби першого дикого капіталізму. Достоєвський приступив до створення роману в той історичний період існування Росії, коли піднесення наприкінці 1850-х на початку 1860-х років уже поступилося місцем спаду громадських настроїв, краху надій та ілюзій, коли країна увійшла у смугу «тяжкого часу», ситуацію зневіри і розчарувань. «Злочин і кара» — перший з великих прозових творів, в якому новий світогляд письменника та нова поетика проявилися з найбільшою повнотою.
Не останньою проблемою в романі була проблема надлюдини, героя, піднесеного над натовпом,  що хвилювала ще сучасників Пушкіна. Надлюдиною дехто вважав і Наполеона Бонапарта, що вдерся до вершин влади із небагатого дворянства у медвежому кутку Європи. Саме з Наполеоном почав порівнювати себе і колишній студент Родіон Раскольников у вирішальні моменти життя, коли почав обмірковувати для себе можливість піти на убивство та пограбування старої ростовщиці, а отримані гроші витратити на добрі діла. Йому здавалося, що з грошима він зможе здійснити добрі справи, ( можливості заробити гроші іншим шляхом не знав ), чим спокутує свій злочин, водночас позбавить світ нікчемної особи. Сюжет роману — це внутрішній рух свідомості персонажа від злочину до покарання, від бунту до упокоєння. Бідний і психічно неврівноважений колишній студент Родіон Раскольніков мешкає в крихітній кімнатці практично без засобів до існування, а виношує в своїй голові величні ідеї. Відмовляючись від будь-якої допомоги, навіть від допомоги свого товариша Разумихіна, він задумує вбити й пограбувати стару лихварницю Альону Іванівну, в якої позичав гроші під заставу. Тобто, Раскольников знайомий із майбутньою жертвою, але не відчуває до неї ні поваги, ні жалю. Оціночне ставлення до старої перемагає і ніби надає йому право на злочин. Після певних вагань, Раскольніков урешті-решт зважується, пробирається в помешкання Альони Іванівни й убиває її сокирою. Убиває він також свояченицю лихварниці Лізавету, яка на своє лихо зайшла в кімнату, де здійснювалося вбивство. Раскольнікову, незважаючи на гарячковий стан, щастить вибратися з помешкання непоміченим. Однак, у гарячці, не спроможний ясно мислити, він встиг захопити тільки кілька предметів і мало грошей, залишивши майже весь капітал старої в її помешканні.
Образ Раскольнікова розкриває небезпеку такого ідеалу. В ньому поєднується вроджена доброта та уміння співчувати з одного боку, а з іншого - гордий егоїзм, що виродився у зневагу до покірного натовпу майже рабів. Внутрішня суперечливість характеру Раскольнікова приводить його до утилітарно-альтруїстичного виправдання злочину: чому не вбити зайву, непотрібну лихварницю, якщо при цьому можна використати її гроші для допомоги злиденним? Достоєвський прагне показати, що таке прагматично-утилітарне мислення із його висновками утвердилося й розповсюдилося у світі — це не маячня тільки замученого й неврівноваженого Раскольнікова. Радикальні, утилітарні ідеї потурають вродженому егоїзму його особи й пробуджують у ньому радше ненависть, ніж любов до ближнього. Натхненником йому служить грандіозна постать Наполеона, якому, на його думку-дозволено вбивати заради вищих ідеалів добра. Наполеонівські плани привели його до наперед прорахованого вбивства, й до такого логічного завершення веде будь-який самообман утилітаризму.
Наприкінці роману читач довідався, що Раскольнікова засуджено на каторгу за убивство в Сибір. Закохана Соня їде з ним, чим сприятиме його духовному очищенню.
Трагічні події роману згодом будуть відтворені в театрі і кінематографі декількох країн. Пригнічена атмосфера твору і життєві драми персонажів викликали як співчуття, так і втому, бажання пожартувати.

## Екранізація роману
- Злочин і кара (фільм, 1913) — Росія, 1913, перша екранізація роману
- Злочин і кара (фільм, 1956) — Франція, 1956, фільм за мотивами роману
- Злочин і кара (фільм, 1969) — СРСР, 1969, екранізація роману
- Злочин і покарання (фільм, 1983) — Фінляндія, 1983, фільм за мотивами роману
- Злочин і покарання у передмісті — США, 2000, фільм за мотивами роману
- Злочин і кара (фільм, 2002) — Росія, США, Польща, 2002, фільм за мотивами роману
- Злочин і кара (серіал) — Росія, 2007, екранізація роману

## Жартівливий балет ТЮГа імені Брянцева

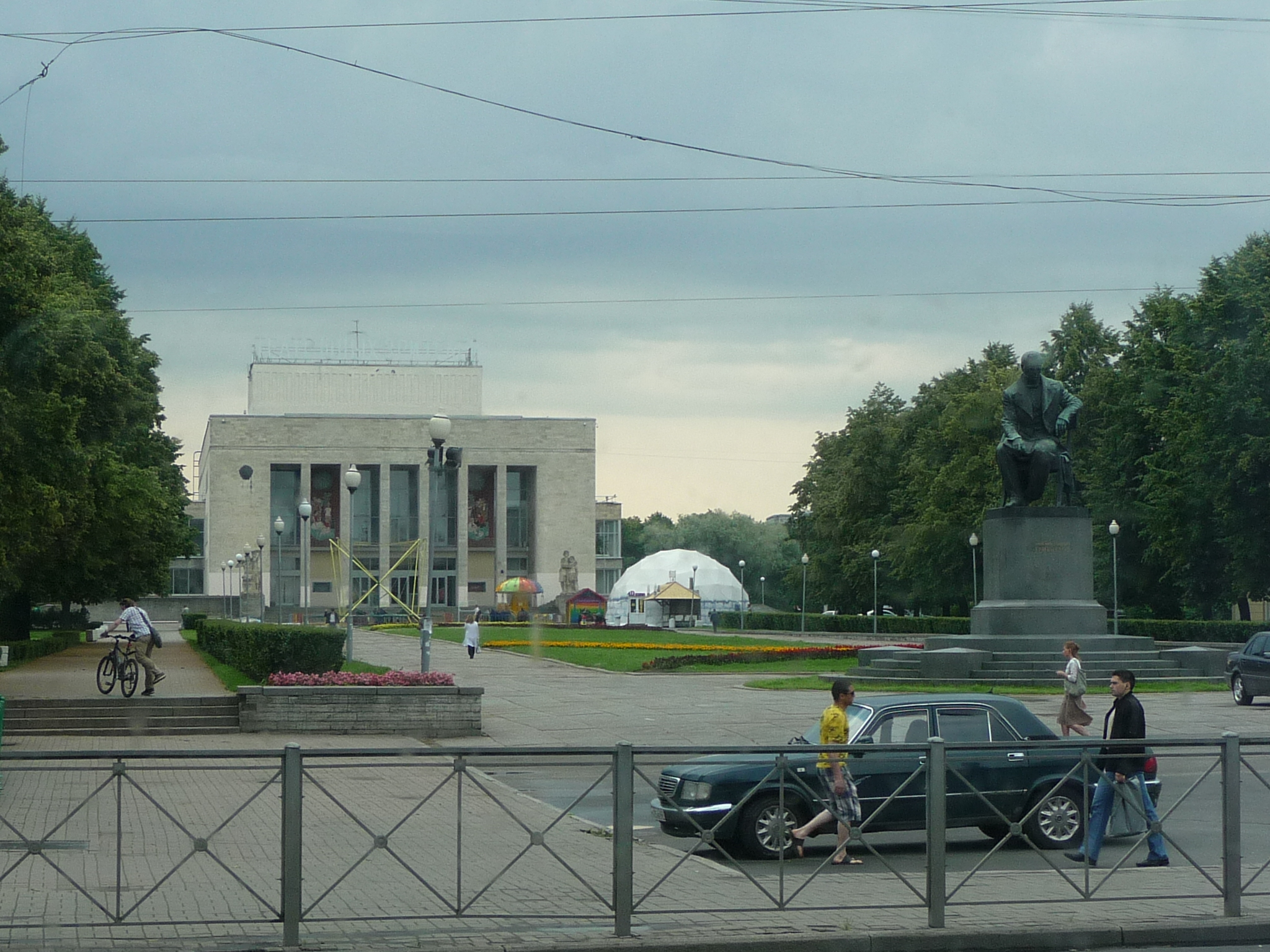
Головний фасад театру з проспекту Загородний.

Ні про які психологічні глибини і філософські роздуми та підсумки не могло йтися у жартівливому  балеті, що виник як  концертний або студійний номер. Тісно пов'язаний із місцевою історією, сюжет роману обіграли у пародію з декількома кумедними сценами в театрі. Від популярного роману зберегли канву сюжету і лише двох персонажів (Раскольникова і стару), а також додали постать розгніваної Совісті Раскольникова, що мучитиме того до смерті. Була підібрана і відповідна музика, що мала драматичний характер з домішками комізму і перебільшень.
Балет починався зі стрімкої і драматичної музики, а на аскетичну сцену вибігав головний персонаж у чорному балетному трико. Невеликий на зріст Ігор Овадіс не мав відповідно картинних, балетних зовнішніх рис — романтичного довгого волосся, героїчного розвороту пліч, атлетичної статури тощо. Зате наявними були всі балетні штампи — романтичний чорний капелюх, дивацький чорний шарф, що коливав від кожного стрімкого руху танцівника. В руках він вже тримав бутафорську сокиру, як візуальний натяк на майбутнє убивство. Балетний Раскольников довго бігав по сцені, старанно виконуючи балетні па чи пародії на них (а в глядацькій залі вже почувся тихий сміх). Все це натякало на душевні муки персонажа і його важкі пошуки рішення - йти чи не йти у помешкання старої. Вагання персонажа закінчилися появою старої лихварки у чорному балахоні з капюшоном, що приховував її обличчя. Характер старої відтворювали дещо зігнута фігура і дрібні кроки (на пуантах). Розпочався важкий діалог між персонажами — бідний колишній студент наполягав, а жадібна стара ніяк не погоджувалася. Нарешті Раскольников на щось наважився, він протанцював за спину старої і востаннє заметушився — він то наближав сокиру до голови старої, то забирав геть. Вони наче змагалися і демонстрували все нові кумедні знахідки.
Нарешті він таки вдарив стару по голові і вона театрально померла... 
З чорного кокона старої раптом випросталась ефірна постать Совісті Раскольникова у білій сукні неймовірної краси з віночком троянд на голові. Такими постають балерини в уславленій, романтичній  Шопеніані. Тільки тепер стало зрозуміло, що всю партію актриса Наталя Майданюк виконувала у двох костюмах. А її перетворення відбувалось просто на очах глядачів, що викликало перші захоплені оплески.
Тепер вже по сцені метушилась ефірно невагома, але розгнівана Совість, а на місці старої опинився сам Раскольников. Совість підхопила бутафорську сокиру і рухами показувала, як це ефірне створіння покарає злочин. Все закінчилося тим, що розгнівана Совість таки вдарила по голові злочинця, і вони обоє, старанно і по-балетному красиво померли, упавши у різні боки, але знову ж таки театрально створивши красиву групу в останній мізансцені... Зала просто взривалась від оплесків, а хтось кричав «Браво !». На сцену полетів перший букет тюльпанів.
Жартівливий балет зберігли і він стане частиною театральної вистави під назвою «Здрастуйте, здрастуйте, здрастуйте». Допрем'єрні покази вистави були тепло сприйняті глядацькою аудиторією і вистава отримала сценічне життя.